# Верхньозауерське озеро
Верхньозауерське озеро[джерело?], також Оверзауер (люксемб. Uewersauer), або От-Сур (фр. Haute-Sûre) — штучне озеро-водосховище на річці Зауер у Великому герцогстві Люксембург (кантон Вільц). Найбільше сховище питної води в країні — 50 % її запасів, якими користується 70 % населення.
Площа поверхні озера — 380 га. Об'єм водосховища — близько 60 000 000 м³. Площа водозбірного басейну — 428 км², 2/3 якого розташовано на території Бельгії, найбільша глибина — 43 м. 1999 року навколо водосховища було засновано природоохоронний парк.
Водосховище утворилося після будівництва у 1955 році 50-метрової греблі Еш-сюр-Сур і ГЕС при ній. ГЕС було зведено для зменшення залежності від імпорту електрики, однак у XXI столітті ГЕС використовується зрідка, лише під час пікових навантажень.
Водосховище є об'єктом туризму і використовується для водних видів спорту та підводного плавання. За виключенням одного катера, що патрулює озеро, використання моторних човнів на водосховищі заборонено. В окремі вікенди влітку на береги озера з'їжджаються до 10000 осіб. В районі сіл Люльцхаузен (комуна Нойнгаузен) на південному березі і Ліфранж (комуна Лак-де-ла-От-Сур) на північному через озеро прокладено понтонний міст.